# Gallberg (Havelsee)
Der Gallberg ist eine 68,2 Meter hohe, eiszeitlich geprägte Erhebung nahe den Dörfern Fohrde und Hohenferchesar in der Stadt Havelsee im Norden des Landkreises Potsdam-Mittelmark in Brandenburg. Er ist Teil der Hochfläche der Nauener Platte. An seinen Hängen wurden mehrere prähistorische Urnengräberfelder entdeckt.

## Morphologie
Der Gallberg entstand während der letzten, der Weichselkaltzeit als End- oder Stauchmoränenkomplex. Von Nordosten nach Mitteleuropa vordringende Eismassen formten den Höhenzug der Nauener Platte. Der Gallberg ist dabei Teil einer Hügelkette, zu der auch der östlich gelegene Schwarze Berg oder der südwestliche Fohrder Berg gehören. Diese Erhebungen wurden entlang der nur noch teilweise nachvollziehbaren Eisrandlage 1c der Brandenburg-Phase, zu der auch der Marienberg gerechnet wird, gebildet. Die einzelnen Hügel sind durch Trockentäler getrennt. Südöstlich am Gallberg bildete sich die glaziale Bohnenland-Görden-Rinne.

## Gräberfelder

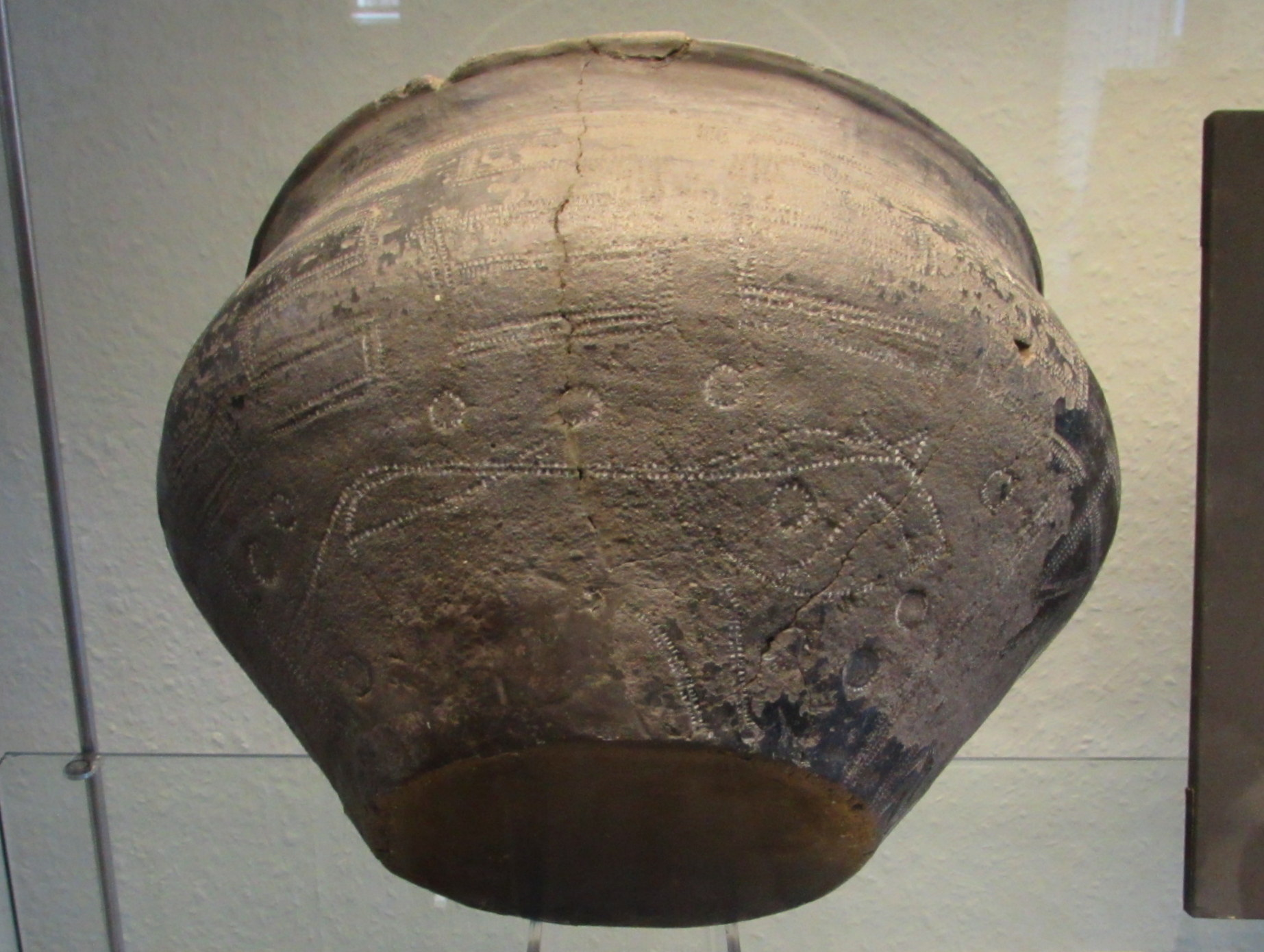
Urne mit Pferdedarstellung, 1. bis 2. Jahrhundert, Fundplatz Gallberg bei Hohenferchesar, Kreismuseum Jerichower Land in Genthin

Im 19. Jahrhundert war der Tonabbau für umliegende Ziegeleien in der Gegend Havelsees weit verbreitet. Eine ausgedehnte Abbaufläche befand sich am Gallberg. Während der Grabungen stieß man rund um den Hügel auf mehrere Urnengräberfelder. So wurden im Süden und im Südwesten am Gallberg Gräber aus der späten Bronzezeit bis in die vorrömische Eisenzeit entdeckt. Am Nordhang fand man ein Gräberfeld, welches in die frühe Römische Kaiserzeit zu datieren ist. Und am Nordost- und Südosthang wurden Gräber aus der Zeit des Übergangs von der vorrömischen Eisenzeit zur frühen Kaiserzeit und der späten römischen Kaiserzeit entdeckt. Aufgrund des weiteren Tonabbaus ist heute die genaue Anzahl der Gräber am Gallberg nicht mehr zu beziffern. Man geht jedoch von mehreren hundert aus. So befand sich hier beispielsweise das quantitativ bedeutendste Gräberfeld der ersten beiden nachchristlichen Jahrhunderte in der Havelgegend.
Die bei den den Tonabbau begleitenden archäologischen Ausgrabungen gesicherten Funde waren reichlich. So wurden Urnen in Form von Schüsseln, Töpfen oder Situlae ausgegraben. Diese sind vielfach schwarz glänzend mit Rollrädchen beziehungsweise Mäandern verziert. Weitere Muster sind Lebensbäume und Swastiken. Eine Urne zeigt eine für diese Zeit einmalige Darstellung eines gezäumten Pferdes. Beigaben der Urnengräber waren Fibeln, Gürtelschnallen, Messer und selten Waffen.

## Schutzgebiete
Die hüglige Erhebung des Gallbergs ist mit einem ausgedehnten Kiefernforst bewachsen. Er liegt im Landschaftsschutzgebiet Westhavelland und über ihn läuft die südliche Grenze des Naturparks Westhavelland. An seinen nordwestlichen Hang grenzen jeweils das Naturschutzgebiet Untere Havel Süd, das SPA-Gebiet Niederung der Unteren Havel und das FFH-Gebiet Niederung der Unteren Havel/Gülper See.